# Bembix
Genre
Les Bembix, (souvent appelés Bembex en français), forment un genre de guêpes de la famille des crabronidés.

## Comportement

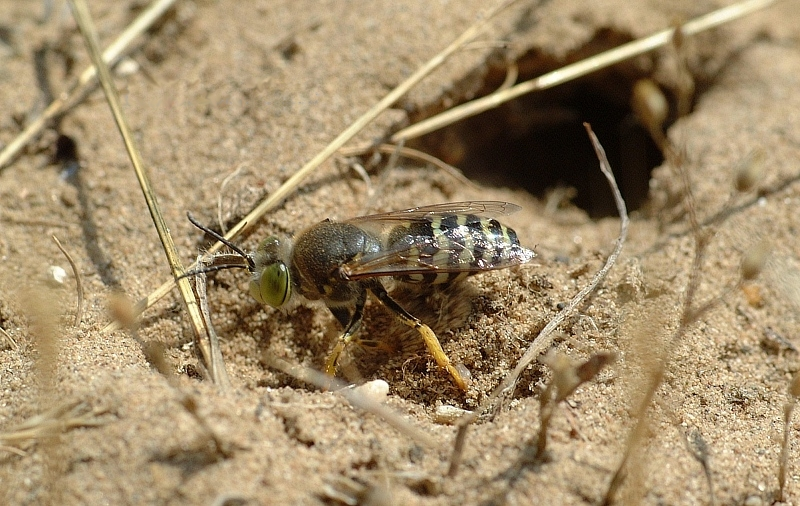
Guêpe Bembix observée en milieu naturel, creusant un trou.Photographie de : Fritz Geller-Grimm

Habituellement les larves des hyménoptères crabronidés vivent de proies entassées dans chaque cellule d'un terrier où se trouve le nombre de victimes nécessaires au développement complet de l'insecte. La femelle dépose un œuf sur l'une des proies et ferme la loge où elle ne rentrera plus. Désormais la larve éclot et se développe en solitaire, ayant devant elle, du premier coup, tout le monceau de vivres qu'elle doit consommer.
Les Bembex font exception à cette loi. Le terrier est creusé dans du sable, sec et fluide en surface, humide et consistant en dessous. La cellule est d'abord approvisionnée d'une pièce de venaison, unique toujours, en général une petite mouche, sur laquelle l’œuf est pondu. Cela fait, la mère quitte le terrier qui se bouche de lui-même par l'écoulement du sable ; d'ailleurs, avant de se retirer, l'insecte a soin de ratisser le dehors pour égaliser la surface et dissimuler l'entrée à tout regard autre que le sien.
Deux ou trois jours se passent ; l’œuf éclot et la petite larve consomme la ration de choix qui lui a été servie. La mère cependant se tient dans le voisinage. Par moments, elle tamise le sable de l'entrée ; puis elle s'envole et disparaît, occupée peut-être ailleurs à creuser d'autres cellules, qu'elle approvisionne de la même manière. Mais si prolongée que soit son absence, elle n'oublie pas la jeune larve si parcimonieusement servie ; son instinct de mère lui apprend l'heure où le vermisseau a fini ses vivres et réclame une nouvelle pâture. Elle revient donc au nid, dont elle sait admirablement retrouver l'invisible entrée ; elle pénètre dans le souterrain, cette fois chargée d'un gibier plus volumineux. La proie déposée, elle quitte de nouveau le domicile et attend au dehors le moment d'un troisième service. Ce moment ne tarde pas à venir, car la larve consomme les victuailles avec un dévorant appétit. Nouvelle arrivée de la mère avec une nouvelle provision.
Pendant deux semaines à peu près que dure le développement de la larve, les repas se succèdent ainsi, un à un, à mesure qu'il en est besoin, et d'autant plus rapprochés que le nourrisson se fait plus fort. Sur la fin de la quinzaine, il faut toute l'activité de la mère pour suffire à l'appétit du goulu, qui traîne lourdement son ventre au milieu des dépouilles dédaignées, pattes, anneaux cornés de l'abdomen. À tout moment, on voit rentrer la femelle avec une récente capture ; à tout moment, ressortir pour la chasse. Bref, le Bembex élève sa famille au jour le jour, sans provisions amassées d'avance, comme le fait l'oiseau apportant la becquée à ses petits encore au nid.

## Liste des espèces
- Bembix bicolor
- Bembix bidentata
- Bembix cinctella
- Bembix flavescens
- Bembix geneana
- Bembix megerlei
- Bembix merceti
- Bembix oculata
- Bembix olivacea
- Bembix pallida
- Bembix rostrata
- Bembix sinuata
- Bembix tarsata
- Bembix turca
- Bembix wagleri
- Bembix zonat